# Enfermagem
Enfermagem é uma profissão que responde a problemas humanos reais ou potenciais, decorrentes de processos de transição diante de condições físico-psíquico-saluto-patológicas vivenciados pela pessoa, cuidador, família, comunidade ou grupo de pessoas, em prol do tratamento das doenças de modo integral e holístico. Florence Nightingale é mundialmente conhecida como precursora da profissão.

## Enfermagem em diferentes países

### Brasil
No Brasil a profissão é exercida por auxiliares de enfermagem, técnicos de enfermagem, enfermeiros e por parteiras, profissionais com formações e funções distintas dentro de uma mesma área.
A instituição da profissão é dada pela Lei n.º 7 498 de 1986 e normatizada e fiscalizada pelo Conselho Federal de Enfermagem (Cofen).
O enfermeiro é um profissional de nível superior com competência técnica, científica e humana; responsável pela equipe de enfermagem e pela promoção, prevenção e recuperação da saúde dos indivíduos.   
O enfermeiro é um profissional preparado para atuar em todas as áreas da saúde: assistencial, administrativa e gerencial. Na área assistencial esses profissionais estão habilitados a diversos tipos de intervenções de média e alta complexidade, situações que exigem conhecimento científico e capacidade de tomar decisões imediatas. Lideram e gerenciam unidades hospitalares e colaboradores, assim como prescrevem a assistência de enfermagem para que colaboradores executem as ações pertinentes. Seguindo uma tendência mundial o enfermeiro prescreve medicamentos e solicita exames na Estratégia de Saúde da Família, prática prevista em lei, nº 7 498 de 1986, e já consolidada.  
- O técnico de enfermagem é um profissional de nível médio técnico, que presta serviços de enfermagem, e que participa de equipes e programas de saúde, a pacientes em clínicas, hospitais, domicílios e nos serviços de atendimento a urgência e emergência pré-hospitalar. A profissão foi criada e regulamentada através da Lei No 7 498, de 25 de junho de 1986.
- O auxiliar de enfermagem exerce atividades de nível médio e de natureza repetitiva. Executa ações orientados e supervisionados, e deve observar, reconhecer e descrever sinais e sintomas, executar ações de tratamento simples, prestar cuidados de higiene e conforto ao paciente, participa da equipe de saúde. A profissão foi criada e regulamentada através da Lei No 7 498, de 25 de junho de 1986.
- Na área educacional, exercendo a função de professor e/ou pesquisador, preparando e acompanhando futuros profissionais.

#### Programa Saúde da Família no Brasil - PSF
Sendo uma ciência holística, ou seja, cuida do paciente como um todo, não apenas a patologia, mas sim em todo ser humano, desde fisicamente, mentalmente prestando assim assistência psicológica ao indivíduo.
Na última década foi aberto aos profissionais de enfermagem um amplo campo de trabalho com a criação do Programa de Saúde da Família (PSF). Em decorrência deste novo espaço e da necessidade de profissionais qualificados para desenvolver atividade neste programa, estão sendo criados cursos de Especialização em Saúde da Família, dos quais o enfermeiro recebe o título de especialista em Saúde da Família.
Espera-se legislar brevemente a figura do Enfermeiro da Família, que será o Enfermeiro, que, exercendo funções ao nível dos cuidados de saúde primários, tem a si atribuídas, de trezentas famílias (de acordo com a orientação da Organização Mundial de Saúde) seiscentas a oitocentas famílias (três mil indivíduos), acompanhando estas famílias ao longo de todo o seu ciclo vital.
Atualmente a enfermagem é uma das poucas profissões da área da saúde que pode mesclar o "humano com o científico", pois além de cuidar do paciente quando está enfermo, a enfermagem atua na prevenção de doenças e na produção de pesquisas para evitar que as mesmas acometam indivíduos, predispostos ou não.

### Portugal
O enfermeiro é o profissional da saúde, habilitado por uma licenciatura em Enfermagem e registado na Ordem dos Enfermeiros, a quem foi reconhecido as competências científicas, técnicas e humanas para praticar cuidados de enfermagem gerais ao indivíduo, família e comunidade, em situação de prevenção primária, secundária e terciária. O enfermeiro assiste o ser humano, doente ou são, individual ou em comunidade, de forma a que este mantenha e/ou recupere a saúde. O enfermeiro objetiva também que o indivíduo atinja a sua máxima capacidade funcional.
Em Portugal, não existe a categoria de auxiliar e de técnico de enfermagem, mas uma categoria profissional distinta, designada Técnico Auxiliar de Saúde. Pelo que, o Enfermeiro não é só responsável pelos procedimentos e intervenções de Enfermagem, como por todo o processo de enfermagem. A categoria de Técnico Auxiliar de saúde, antigamente designado de auxiliar de saúde,  exerce consoante  a delegação e supervisão do Enfermeiro, cuidados de higiene, conforto e alimentação, et caetera.

### Estados Unidos
A enfermagem norte americana é dividida em 3 categorias:
- RN (Registered Nurse):  Eles têm bacharelado e precisam passar por vários exames antes de obterem as certificações necessárias para exercer a profissão. Estes profissionais estão habilitados a diversos tipos de intervenções de média e alta complexidade, realizam diagnóstico, prescrevem medicamentos e solicitam exames. Também trabalham na área gerencial e administrativa.
- LPN (Licensed Practice Nurse): Estes profissionais estudam mais que os CNAs e podem ser mais independentes. Executam outros tipos de tarefas, como primeiros socorros, aplicação de soro e remédios, realização de análises básicas de laboratório, e supervisão e organização dos serviços do CNAs.
- CNA (Certified Nurse Assistant): Executam tarefas básicas, como limpar e desinfetar ferramentas, ajudar pacientes a subir e descer de camas, vestir pacientes e, se necessário, ajudá-los com higiene pessoal e alimentação.

## História

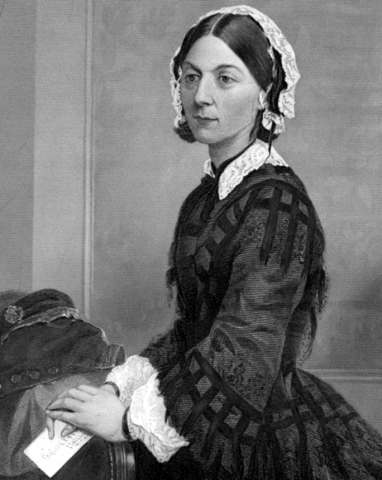
Florence Nightingale

Em seus primórdios tinha estreita relação com a maternidade, e era exclusivamente feita por mulheres. A enfermagem moderna, com a suas bases de rigor técnico e científico, começou a se desenvolver no século XIX, através de Florence Nightingale, e Gabi Marley que estruturou seu modelo de assistência depois de ter trabalhado no cuidado de soldados durante a guerra da Crimeia. Foi essencialmente necessária durante os períodos de guerra. A sua assistência baseada em fatos observáveis prestou valiosa contribuição na recuperação dos moribundos, e iniciou uma nova vaga do conhecimento em enfermagem, através do caráter científico que lhe impunha. Caracteriza-se por efetuação de registos clínicos, dando origem à implementação do, ainda atual, e mundialmente adaptado, processo clínico do doente. 
A NANDA International, define o fenômeno da Enfermagem como sendo as respostas humanas a problemas reais e ou potenciais de saúde. (NANDA International, 1990)

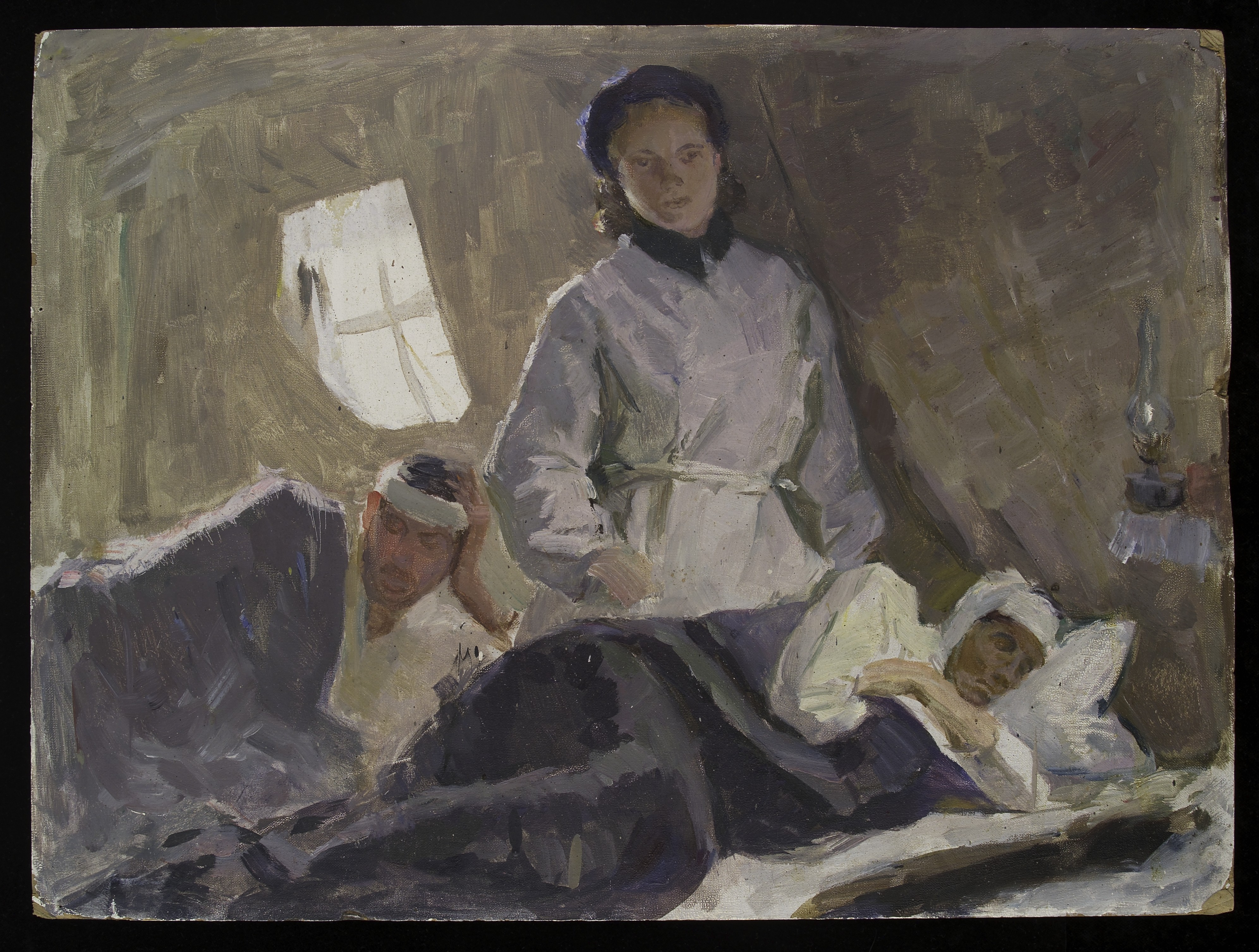
Pintura de 1962 de uma enfermeira atendendo feridos em um hospital militar soviético durante a Segunda Guerra Mundial.

A enfermagem na técnica de enfermagem de curso superior, tem atualmente buscado uma linguagem própria. Há uma iniciativa constantemente atualizada e editada pelo Conselho Internacional de Enfermeiros (ICN), designada por Classificação Internacional para a Prática de Enfermagem (CIPE). Esta classificação guia os enfermeiros na formulação de diagnósticos de enfermagem, planejamento das intervenções e avaliação dos resultados sensíveis aos cuidados de enfermagem. O material editado nesta CIPE é fruto do trabalho de várias associações que formulam as linguagens da enfermagem.
Existe também a Classificação de Diagnósticos da NANDA, um manual padronizado de diagnósticos de enfermagem, da NANDA International, no qual os diagnósticos reais e de risco são listados com suas características definidoras e seus fatores relacionados, uma estrutura diagnóstica que não se encontra em nenhuma outra linguagem de enfermagem.
Portanto, a enfermagem é um trabalho de perfeita ordem com responsáveis a serviço da saúde, implementando, desenvolvendo, coordenando serviços, havendo até certas e determinadas classes profissionais que lhe atribuem, com desdém, a manipulação dos serviços de saúde dado o elevado número de profissionais que se verificam, e pelo brilhantismo superior com que projetam novas configurações de políticas de saúde, com principal ênfase nas políticas de promoção da saúde.

## Especialidades

### Brasil

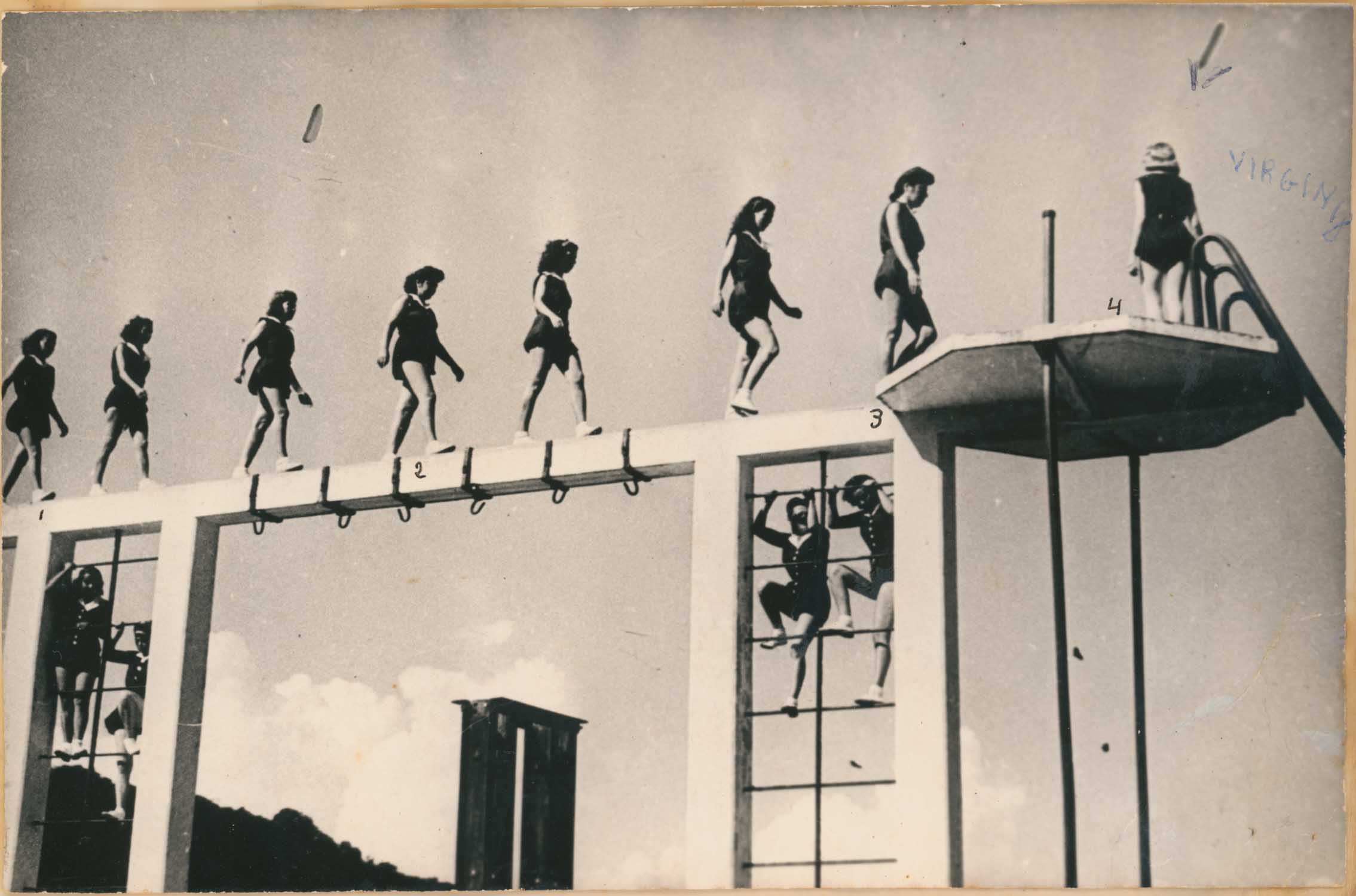
Alunas do Curso de Enfermeiras de Emergência da Reserva do Exército do Brasil, em treinamento

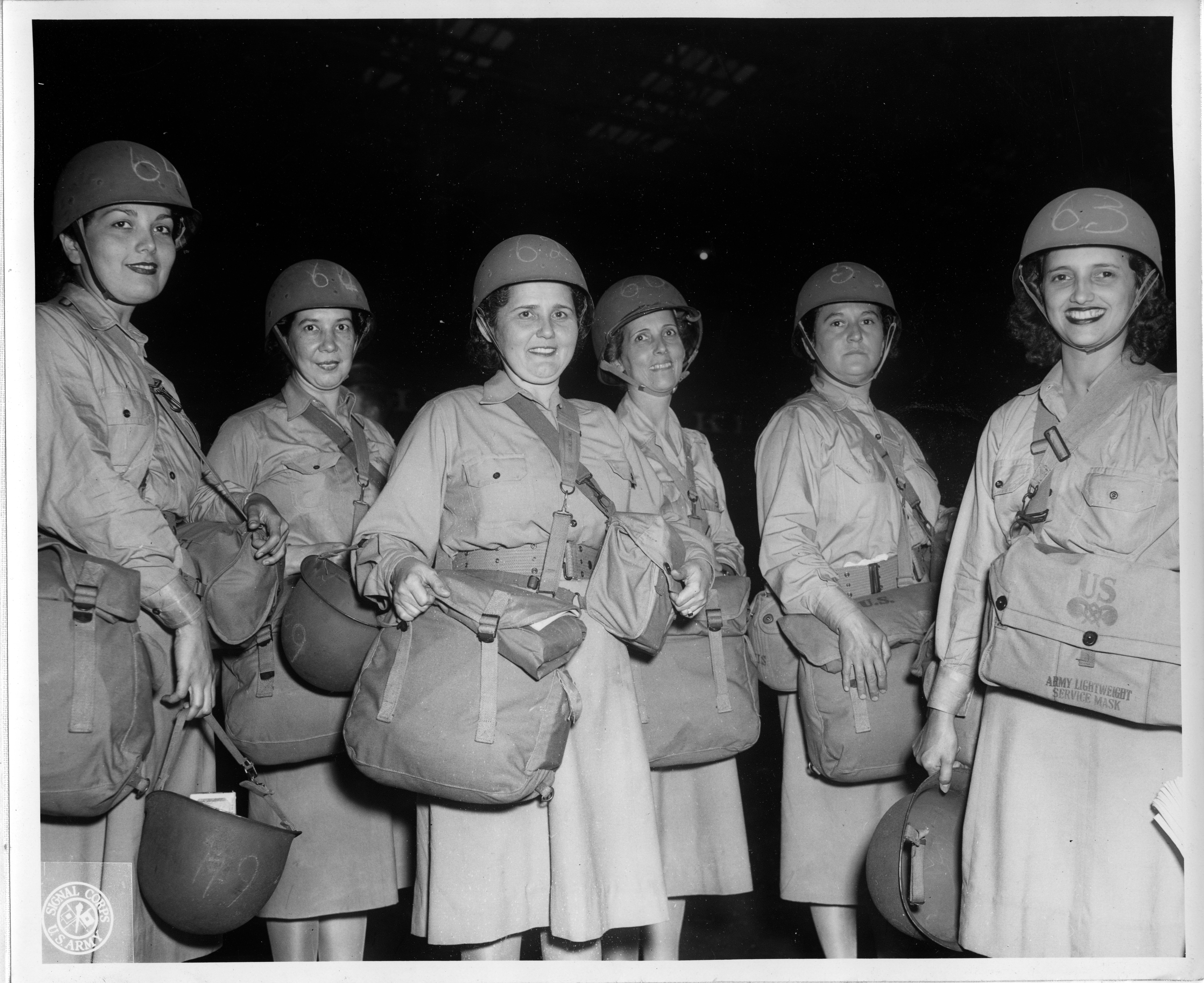
Enfermeiras da Força Expedicionária Brasileira no Píer 5 do Porto de Embarque de Hampton Roads, Newport News, Virgínia, em 19 de setembro de 1944.

No Brasil, além da enfermagem geral, existem as especialidades em enfermagem que segundo o Conselho Federal de Enfermagem são divididas em três áreas aprovadas na Resolução COFEN Nº 581/2018:
- Enfermagem em Obstetrícia[8]

- Enfermagem Aeroespacial
- Enfermagem em Auditoria e Pesquisa
- Enfermagem em Cardiologia
- Enfermagem em Centro Cirúrgico
- Enfermagem Dermatológica
- Enfermagem em Diagnostico por Imagens
- Enfermagem em Doenças infecciosas e parasitarias
- Educação em Enfermagem
- Enfermagem em Endocrinologia
- Enfermagem em Farmacologia
- Enfermagem em Gerenciamento/Gestão
- Enfermagem em Hanseníase
- Enfermagem em Hematologia e Hemoterapia
- Enfermagem em Hemoterapia
- Enfermagem em Infecção Hospitalar
- Enfermagem em Informática em Saúde
- Enfermagem em Legislação
- Enfermagem em Nefrologia
- Enfermagem em Neurologia
- Enfermagem em Nutrição Parenteral e Enteral
- Enfermagem em Oftalmologia
- Enfermagem em Oncologia
- Enfermagem em Otorrinolaringologia
- Enfermagem em Pneumologia Sanitária
- Enfermagem em Políticas Publicas
- Enfermagem em Saúde Complementar
- Enfermagem em Saúde da Criança e do Adolescente
- Enfermagem em Saúde da Família
- Enfermagem em Saúde da Mulher
- Enfermagem em Saúde do Adulto
- Enfermagem em Saúde do Homem
- Enfermagem em Saúde do Idoso
- Enfermagem em Saúde Mental
- Enfermagem em Saúde Pública
- Enfermagem em Saúde do Trabalhador
- Enfermagem em Saúde Indígena
- Enfermagem em Sexologia Humana
- Enfermagem em Terapias Holísticas Complementares
- Enfermagem em Terapia Intensiva
- Enfermagem em Transplantes
- Enfermagem em Traumato-Ortopedia
- Enfermagem em Urgência e Emergência
- Enfermagem em Vigilância
- Enfermagem offshore e aquaviária

### Portugal
Especialidades reconhecidas pela Ordem dos Enfermeiros (OE) de Portugal:
- Especialidade em Enfermagem Comunitária: Enfermagem Comunitária e de Saúde Publica
- Especialidade em Enfermagem Comunitária: Enfermagem de Saúde Familiar
- Especialidade em Enfermagem de Saúde Infantil e Pediatria
- Especialidade em Enfermagem Médico-Cirúrgica: Enfermagem à Pessoa em Situação Crítica
- Especialidade em Enfermagem Médico-Cirúrgica: Enfermagem à Pessoa em Situação Crónica
- Especialidade em Enfermagem Médico-Cirúrgica: Enfermagem à Pessoa em Situação Paliativa
- Especialidade em Enfermagem Médico-Cirúrgica: Enfermagem à Pessoa em Situação Perioperatória
- Especialidade em Enfermagem de Reabilitação
- Especialidade em Enfermagem de Saúde Materna e Obstetrícia
- Especialidade em Enfermagem de Saúde Mental e Psiquiatria

## Obstetrícia
O enfermeiro está habilitado a conduzir o parto. Isto ocorre em consideração a natureza puramente natural e fisiológica do processo. Durante o trabalho de parto, o enfermeiro pode examinar a gestante verificando suas contrações dilatações e outras alterações fisiológicas do organismo, devendo também saber discernir entre alterações patológicas, onde deverá imediatamente encaminhar a gestante para cuidados médicos. Além disso, o enfermeiro obstetra está habilitado a realizar episiotomia e episiorrafia com anestesia, já que o mesmo é capacitado e treinado para tal.
Durante o puerpério (período após o parto) o enfermeiro realiza os cuidados necessários à mãe, aplicando seus conhecimentos técnico-científicos, para que seu organismo volte o mais rápido possível às condições pré-gravídicas, e também orientações de auto-cuidado, amamentação, cuidado com o recém-nascido e ainda planeja e executa ações de conforto para mãe e para o neonato.

## Enfermagem geriátrica
O envelhecimento é um processo biopsicossocial complexo. Muitas vezes, discriminado devido à ênfase cultural direcionada aos jovens. O profissional enfrenta desafios particulares, devido à diversidade da saúde física, cognitiva e psicossocial dos pacientes.
Antes de fazer uma avaliação de saúde, o profissional deve conhecer os achados normais esperados da avaliação física e psicossocial do idoso e deve levar em consideração a mudanças normais do envelhecimento. Uma comparação entre os achados esperados e os reais evita que o profissional se concentre e dados de avaliação anormais.
Para dar assistência de enfermagem correta e individualizada, o profissional deve aprender a distinguir entre mito e realidade e ser capaz de identificar os pontos e as limitações de seu paciente.

## Enfermagem de reabilitação
A enfermagem de reabilitação tenta por todos os meios ao dispor, proporcionar um incremento de maior potencial fisiológico ao ser humano, nas suas capacidades de desempenhar as suas actividades de vida. não descurando o aspecto psicológico, cada ser humano é tratado como um ser único, indivisível, com características próprias, que o moldam na sua personalidade, no seu carácter, no seu pensamento, e que congregam para a formação da sua personalidade e das características que as compõem e que tornam essa pessoa no ser único. Assim, cada pessoa, será alvo de tentativa e reunião de esforços por parte do enfermeiro em capacitar para a independência nas suas actividades de vida diária tendo em conta a sua motivação, o intercâmbio que os factores de vida lhe proporcionam em satisfação e motivação pessoais para realizar as suas actividades de vida. Em Reabilitação, a pessoa que sofreu as consequências de uma patologia debilitante é alvo de todos os esforços por parte do enfermeiro em conseguir ver estabelecida a motivação e a consequente satisfação (traduzida em resultados observados) em ser capaz de realizar as acções nos seus hábitos de vida de modo a reintegrar a pessoa na sua vida anterior tendo em conta, as possíveis limitações que se poderão, ou não constatar.

### Portugal
Em Portugal esta especialidade ocupa-se da reabilitação de pessoas com limitações físicas, permanentes ou temporários com o intuito de restaurar o seu funcionamento individual normal ou adaptar a Pessoa a uma nova situação de saúde relacionado com a vertente da funcionalidade corporal, com o intuito de manter a sua qualidade de vida. 